# Luis Andreoni
Luigi Andreoni, conocido también como Luis Andreoni (Vercelli, Italia, 7 de octubre de 1853-Montevideo, 20 de mayo de 1936), ingeniero italiano de destacada actuación en Uruguay.

## Biografía
Educado en Turín, se gradúa en 1875 y llega a Montevideo en 1876. Fue un insigne representante del eclecticismo historicista; en un Montevideo que miraba a Europa como modelo a seguir, Andreoni enriqueció a la ciudad con el sello de la belle époque.
Se destacan sus obras:
- Ospedale Italiano Umberto I (1884-1890)
- Banco Español, actualmente BBVA, en la esquina de 25 de Mayo y Zabala (1888-1890)
- Club Uruguay (1888)
- Casa Buxareo (alrededor de 1890) (actual Embajada de Francia)
- Teatro Stella d'Italia (1895) (actualmente, Teatro La Gaviota)[1]
- Estación Central de trenes, inaugurada en 1897
- Casa Vaeza (1887)
- Barraca A. Bertolotti (1894)

En el campo de la ingeniería hidráulica, es de su autoría el Canal Andreoni en el departamento de Rocha (1895).
También formó una colección de arqueología clásica, conservada actualmente en el Palacio Taranco.